# Lijst van rijksmonumenten in Alkmaar (plaats)
De Noord-Hollandse stad Alkmaar telt 399 inschrijvingen in het rijksmonumentenregister. Hieronder een overzicht. 
| Object | Oorspronkelijke functie?  | Bouwjaar              | Architect            | Locatie                               | Coördinaten?                  | Nr.?   | Afbeelding                                     |
| --- | ------------------------- | --------------------- | -------------------- | ------------------------------------- | ----------------------------- | ------ | ---------------------------------------------- |
| Diverse grachten | Gracht                    | 1789 (sluitsteen)     |                      | Grachten; bruggen; sluizen            | 52° 37' 54" NB, 4° 44' 32" OL | 335641 | Meer afbeeldingen                              |
| Pand met trapgevel | Woonhuis                  | tweede helft 17e eeuw |                      | Langestraat 96                        | 52° 37' 56" NB, 4° 44' 45" OL | 335733 | Meer afbeeldingen                              |
| Overblijfselen Kasteel Middelburg | Archeologisch monument    | eind 13e eeuw         |                      | Munnikenweg                           | 52° 38' 12" NB, 4° 45' 52" OL | 45036  | Meer afbeeldingen                              |
| Overblijfselen Kasteel Nieuwburg | Archeologisch monument    | eind 13e eeuw         |                      | Nieuwburgpad                          | 52° 38' 20" NB, 4° 46' 16" OL | 45037  | Meer afbeeldingen                              |
| Robonsbosmolen | Molen                     | 1781                  |                      | Munnikenboschpolder 5                 | 52° 38' 19" NB, 4° 43' 2" OL  | 506197 | Meer afbeeldingen                              |
| Herenhuis Hofdijk | Woonhuis                  | 1907                  | E. Kalverboer        | Hofdijkstraat 2                       | 52° 37' 42" NB, 4° 44' 42" OL | 524875 | Meer afbeeldingen                              |
| Herenhuis 'Marianne' | Woonhuis                  | 1908-1909             | E. Kalverboer        | Nieuwlandersingel 57                  | 52° 37' 43" NB, 4° 44' 40" OL | 524876 | Meer afbeeldingen                              |
| Schoonzicht | Woonhuis                  | 1907                  | E. Kalverboer        | Nieuwlandersingel 53                  | 52° 37' 42" NB, 4° 44' 42" OL | 524877 | Meer afbeeldingen                              |
| Villa Emma | Woonhuis                  | 1905                  | E. Kalverboer        | Nieuwlandersingel 54                  | 52° 37' 42" NB, 4° 44' 41" OL | 524878 | Meer afbeeldingen                              |
| Parkzicht | Woonhuis                  | 1905                  | E. Kalverboer        | Nieuwlandersingel 55                  | 52° 37' 42" NB, 4° 44' 41" OL | 524879 | Meer afbeeldingen                              |
| Villa Wilhelmina | Woonhuis                  | 1904-1905             | E. Kalverboer        | Nieuwlandersingel 56                  | 52° 37' 42" NB, 4° 44' 41" OL | 524880 | Meer afbeeldingen                              |
| Murmelliusgymnasium: schoolgebouw | Onderwijs en wetenschap   | 1939-1940             |                      | Bergerhout 1                          | 52° 38' 2" NB, 4° 44' 17" OL  | 524882 | Meer afbeeldingen                              |
| Murmelliusgymnasium: tuinaanleg | Tuin, park en plantsoen   | 1940                  |                      | Bergerhout bij 1                      | 52° 38' 2" NB, 4° 44' 17" OL  | 524883 | Meer afbeeldingen                              |
| Murmelliusgymnasium: Conciërgewoning | Dienstwoning              | 1939-1940             |                      | Westerweg 1                           | 52° 38' 2" NB, 4° 44' 17" OL  | 524884 | Meer afbeeldingen                              |
| St. Theresiaschool/St. Agnesschool | Onderwijs en wetenschap   | 1927                  |                      | Koornlaan 2                           | 52° 37' 57" NB, 4° 44' 22" OL | 524886 | Meer afbeeldingen                              |
| Voormalige jongensschool | Onderwijs en wetenschap   | 1927                  |                      | Koornlaan 23                          | 52° 37' 56" NB, 4° 44' 19" OL | 524887 | Meer afbeeldingen                              |
| St. Josephkerk | Kerk en kerkonderdeel     | 1909                  | Margry en Snickers   | Nassaulaan 2                          | 52° 37' 53" NB, 4° 44' 25" OL | 524889 | Meer afbeeldingen                              |
| Erfafscheiding | Erfscheiding              | 1909                  |                      | Nassaulaan bij 2                      | 52° 37' 53" NB, 4° 44' 25" OL | 524890 | Meer afbeeldingen                              |
| Pastorie | Kerkelijke dienstwoning   | 1909                  |                      | Nassaulaan 4                          | 52° 37' 53" NB, 4° 44' 25" OL | 524891 | Meer afbeeldingen                              |
| Joodse begraafplaats: metaarhuis | Begraafplaats en -onderdl | 1923                  |                      | Westerweg 107                         | 52° 37' 32" NB, 4° 43' 41" OL | 524893 | Meer afbeeldingen                              |
| Joodse begraafplaats: begraafplaatshek | Begraafplaats en -onderdl | 1902                  |                      | Westerweg bij 107                     | 52° 37' 31" NB, 4° 43' 43" OL | 524894 | Meer afbeeldingen                              |
| Algemene Begraafplaats: begraafplaats | Begraafplaats en -onderdl | 1829-1830             |                      | Westerweg 250                         | 52° 37' 39" NB, 4° 43' 43" OL | 524910 | Meer afbeeldingen                              |
| Algemene Begraafplaats: hek | Begraafplaats en -onderdl | 1860                  |                      | Westerweg bij 250                     | 52° 37' 39" NB, 4° 43' 43" OL | 524911 | Upload foto                                    |
| Karenhuis | Sociale zorg, liefdadigh. | 1918-1919             | Jan Duiker           | Krelagestraat 1                       | 52° 38' 7" NB, 4° 44' 12" OL  | 524912 | Meer afbeeldingen                              |
| Burgemeester Wendelaarlantaarn | Gedenkteken               | 1932                  | A.J. Kropholler      | Koorstraat bij 4                      | 52° 37' 60" NB, 4° 44' 40" OL | 524913 | Burgemeester Wendelaarlantaarn                 |
| Wilhelminaschool | Onderwijs en wetenschap   | 1903                  |                      | Doelenstraat 21                       | 52° 37' 59" NB, 4° 44' 52" OL | 524914 | Meer afbeeldingen                              |
| Winkelwoonhuis met bijbehorend pakhuis | Winkel                    | 1897                  |                      | Fnidsen 85                            | 52° 37' 50" NB, 4° 45' 5" OL  | 524915 | Meer afbeeldingen                              |
| De Noordstar | Vergadering en vereniging | 1924                  | L. Groen en D. Saal  | Gedempte Nieuwesloot 153              | 52° 37' 58" NB, 4° 44' 44" OL | 524916 | Meer afbeeldingen                              |
| Bankgebouw | Handel en kantoor         | 1921-1923             | P.N. Leguit          | Heul 1                                | 52° 37' 53" NB, 4° 44' 36" OL | 524917 | Meer afbeeldingen                              |
| Kaaspakhuis | Opslag                    | 1905                  | P.N. Leguit          | Houttil 3                             | 52° 37' 56" NB, 4° 45' 2" OL  | 524918 | Meer afbeeldingen                              |
| Pakhuis/fabriekspand in sobere eclectische trant uit de tweede helft van de 19de eeuw en naastgelegen kolenloods in art-nouveautrant uit 1906, in 1939 samengevoegd tot één bedrijfspand                                  | Opslag                    | 1870                  | P.N. Leguit          | Kanaalkade 16                         | 52° 37' 58" NB, 4° 45' 3" OL  | 524919 | Meer afbeeldingen                              |
| Voormalige kolenloods in art-nouveau-trant | Opslag                    | 1908                  | P.N. Leguit          | Kanaalkade 17                         | 52° 37' 58" NB, 4° 45' 1" OL  | 524920 | Meer afbeeldingen                              |
| Politiebureau | Overheidsgebouw           | 1935-1936             | A.J. Kropholler      | Kerkplein 9                           | 52° 37' 58" NB, 4° 44' 41" OL | 524921 | Meer afbeeldingen                              |
| Consistoriekamer | Kerk en kerkonderdeel     | 1871                  |                      | Laat 78b                              | 52° 37' 46" NB, 4° 45' 1" OL  | 524922 | Consistoriekamer                               |
| Vroom & Dreesmann | Winkel                    | 1925                  | G.W.J. Caron         | Laat 143                              | 52° 37' 47" NB, 4° 44' 53" OL | 524923 | Meer afbeeldingen                              |
| Onze Lieve Vrouwe | Klooster, kloosteronderdl | 1889                  | H. Kroes en zn       | Oudegracht 214a                       | 52° 37' 50" NB, 4° 44' 41" OL | 524924 | Meer afbeeldingen                              |
| Blok van vier kaaspakhuizen | Opslag                    | 1882                  |                      | Pieterstraat 3                        | 52° 37' 57" NB, 4° 45' 4" OL  | 524925 | Meer afbeeldingen                              |
| 't Hooge Huys/Princenhof | Handel en kantoor         | 1931-1933             | A.J. Kropholler      | Sint Laurensstraat 1                  | 52° 37' 57" NB, 4° 44' 42" OL | 524926 | Meer afbeeldingen                              |
| Winkelwoonhuis | Winkel                    | 1901                  | Klaas Bakker         | Zilverstraat 3                        | 52° 37' 44" NB, 4° 44' 47" OL | 524927 | Meer afbeeldingen                              |
| Dokterswoning | Dienstwoning              | 1932                  | Joh. Sluymer         | Emmastraat 16                         | 52° 37' 35" NB, 4° 44' 33" OL | 524928 | Meer afbeeldingen                              |
| Villa Holland | Dienstwoning              | 1907                  | J.A.G. van der Steur | Emmastraat 109                        | 52° 37' 41" NB, 4° 44' 44" OL | 524929 | Meer afbeeldingen                              |
| Stichting Paling en Van Foreest | Woonhuis                  | 1901-1902             | H.G.Th. Mann         | Steijnstraat 14                       | 52° 37' 34" NB, 4° 44' 39" OL | 524930 | Meer afbeeldingen                              |
| St. Elisabethziekenhuis | Gezondheidszorg           | 1925-1927             | Jan Stuijt           | Van Everdingenstraat 18               | 52° 37' 31" NB, 4° 44' 29" OL | 524931 | Meer afbeeldingen                              |
| Dubbel woonhuis uit 1919-1920 opgetrokken in kubistisch-expressionistische trant met bijbehorende schuur | Woonhuis                  | 1919-1920             | Jan Wils             | Nassauplein 12                        | 52° 37' 56" NB, 4° 44' 10" OL | 524932 | Meer afbeeldingen                              |
| In de Lisbonsvaerder | Woonhuis                  | 1927                  | J.J. Brandes         | Nassauplein 23                        | 52° 37' 53" NB, 4° 44' 12" OL | 524933 | In de Lisbonsvaerder                           |
| Slagerswinkel Schwärzer | Winkel                    | 1933                  | Laurens Groen        | Stationsweg 2                         | 52° 38' 8" NB, 4° 44' 18" OL  | 524934 | Slagerswinkel Schwärzer                        |
| Huize Voorhout | Woonhuis                  | 1906                  | J.W. Hanrath         | Kennemerstraatweg 2                   | 52° 37' 37" NB, 4° 44' 21" OL | 524935 | Meer afbeeldingen                              |
| Kennemergarage | Nijverheid                | 1912-1913             | Jan Wils             | Kennemerstraatweg 6                   | 52° 37' 35" NB, 4° 44' 19" OL | 524936 | Meer afbeeldingen                              |
| Hertenhuis | Dierenverblijf            | 1902                  | Leonard A. Springer  | Hertenkamp/Pr. Bernardln              | 52° 37' 36" NB, 4° 43' 55" OL | 524937 | Hertenhuis                                     |
| Duivenhok | Dierenverblijf            | 1920-1930             |                      | Prinses Julianalaan tegenover 14      | 52° 37' 31" NB, 4° 43' 60" OL | 524939 | Meer afbeeldingen                              |
| Bejaardenhuis Huize Westerlicht | Sociale zorg, liefdadigh. | 1931-1932             | D.Saal               | Prinses Julianalaan 14                | 52° 37' 39" NB, 4° 43' 59" OL | 524940 | Meer afbeeldingen                              |
| Tribune Sportpark Jong Holland | Sport en recreatie        | 1929-1930             | Jan Wils             | Sportlaan ongd.                       | 52° 37' 14" NB, 4° 43' 55" OL | 524941 | Meer afbeeldingen                              |
| Huis De Lange | Woonhuis                  | 1917                  | Jan Wils             | Wilhelminalaan 2                      | 52° 37' 43" NB, 4° 44' 27" OL | 524942 | Meer afbeeldingen                              |
| Herenhuis in de stijl van het rationalisme met op oriëntaalse voorbeelden geïnspireerde ornamenten uit 1904-05, gebouwd voor het echtpaar moltzer-boeke                                                                   | Woonhuis                  | 1904-1905             | K.P.C. de Bazel      | Wilhelminalaan 4                      | 52° 37' 43" NB, 4° 44' 26" OL | 524943 | Meer afbeeldingen                              |
| Cadettenschool | Militair verblijfsgebouw  | 1892-1893             | J.J. van Nieukerken  | Wilhelminalaan 11                     | 52° 37' 41" NB, 4° 44' 11" OL | 524944 | Meer afbeeldingen                              |
| Stadsvilla Batouwe | Woonhuis                  | 1915-1916             | K.P.C. Bazel         | Wilhelminalaan 28                     | 52° 37' 35" NB, 4° 44' 6" OL  | 524945 | Meer afbeeldingen                              |
| St. Laurentiuskerk | Kerk en kerkonderdeel     | 1879-1880             | E.J. Margry          | Herenweg 79                           | 52° 38' 8" NB, 4° 46' 26" OL  | 524948 | Meer afbeeldingen                              |
| Pastorie bij St. Laurentiuskerk | Kerkelijke dienstwoning   | 1879-1880             | E.J. Margry          | Herenweg 77                           | 52° 38' 8" NB, 4° 46' 26" OL  | 524949 | Meer afbeeldingen                              |
| Priestergraf St. Laurentiuskerk | Begraafplaats en -onderdl | 1881                  | E.J. Margry          | Herenweg bij 79                       | 52° 38' 9" NB, 4° 46' 25" OL  | 524950 | Meer afbeeldingen                              |
| Familiegraf "Stroomer" bij St. Laurentiuskerk | Begraafplaats en -onderdl | 1900-1924             |                      | Herenweg bij 79                       | 52° 38' 9" NB, 4° 46' 25" OL  | 524951 | Meer afbeeldingen                              |
| Familiegraf "De Wit" bij St. Laurentiuskerk | Begraafplaats en -onderdl | 1885                  | E.J. Margry          | Herenweg bij 79                       | 52° 38' 9" NB, 4° 46' 25" OL  | 524952 | Meer afbeeldingen                              |
| Stroomerlaantje | Weg                       | 1658                  |                      | Herenweg bij 79                       | 52° 38' 9" NB, 4° 46' 25" OL  | 524953 | Meer afbeeldingen                              |
| Toegangshek St. Laurentiuskerk | Erfscheiding              | 1850-1900             |                      | Herenweg bij 79                       | 52° 38' 9" NB, 4° 46' 25" OL  | 524954 | Meer afbeeldingen                              |
| Toegangshek, deel uitmakend van het rooms-katholiek kerkelijk complex st | Erfscheiding              | 1850-1900             |                      | Munnikenweg tegenover 8               | 52° 38' 9" NB, 4° 46' 25" OL  | 524955 | Meer afbeeldingen                              |
| Kerkenbos | Tuin, park en plantsoen   | 1700                  |                      | Munnikenweg tegenover 8               | 52° 38' 9" NB, 4° 46' 25" OL  | 524956 | Meer afbeeldingen                              |
| Begraafplaatsmuur | Erfscheiding              | 1862                  |                      | Herenweg bij 79                       | 52° 38' 9" NB, 4° 46' 25" OL  | 524957 | Meer afbeeldingen                              |
| Katholieke Begraafplaats | Begraafplaats en -onderdl | 1862                  |                      | Herenweg bij 79                       | 52° 38' 9" NB, 4° 46' 25" OL  | 524958 | Meer afbeeldingen                              |
| Familiegraf 'Graaf' | Begraafplaats en -onderdl | 1872                  | A.C. Bleijs          | Herenweg bij 79                       | 52° 38' 9" NB, 4° 46' 25" OL  | 524959 | Meer afbeeldingen                              |
| Pastorietuin | Tuin, park en plantsoen   | 1880                  |                      | Herenweg bij 77                       | 52° 38' 9" NB, 4° 46' 25" OL  | 524960 | Upload foto                                    |
| Eendracht maakt macht | Boerderij                 | 1881                  |                      | Munnikenweg 8                         | 52° 38' 13" NB, 4° 46' 26" OL | 524961 | Meer afbeeldingen                              |
| Pand met onbelangrijke gevel aan de achterdam | Werk-woonhuis             | 18e/19e eeuw          |                      | Achterdam 7                           | 52° 37' 55" NB, 4° 45' 8" OL  | 7137   | Meer afbeeldingen                              |
| Pand waarvan het voorste gedeelte een lijstgevel heeft | Werk-woonhuis             | 18e/19e eeuw          |                      | Achterdam 9                           | 52° 37' 55" NB, 4° 45' 8" OL  | 7138   | Meer afbeeldingen                              |
| Pand met onbelangrijke tuitgevel aan de achterdam | Werk-woonhuis             | 18e/19e eeuw          |                      | Achterdam 11                          | 52° 37' 54" NB, 4° 45' 8" OL  | 7139   | Meer afbeeldingen                              |
| Pand met lijstgevel | Werk-woonhuis             | 18e/19e eeuw          |                      | Achterdam 19                          | 52° 37' 54" NB, 4° 45' 8" OL  | 7140   | Meer afbeeldingen                              |
| Pakhuisje onder zadeldak met een eenvoudige puntgevel aan de zijde van de achterdam en aan de achterzijde een uit het water van de kooltuin oprijzende puntgevel                                                          | Woonhuis                  | 18e/19e eeuw          |                      | Achterdam 23                          | 52° 37' 53" NB, 4° 45' 7" OL  | 7141   | Meer afbeeldingen                              |
| Pand met aan de achterdam een onbelangrijke tuitgevel | Woonhuis                  | 18e/19e eeuw          |                      | Achterdam 29                          | 52° 37' 53" NB, 4° 45' 7" OL  | 7142   | Meer afbeeldingen                              |
| Pand met aan de achterdam een onbelangrijke pakhuistuitgevel | Woonhuis                  | 18e/19e eeuw          |                      | Achterdam 31                          | 52° 37' 53" NB, 4° 45' 7" OL  | 7143   | Meer afbeeldingen                              |
| Pand met lijstgevel, trigliefconsoles op de lijst | Werk-woonhuis             | 18e/19e eeuw          |                      | Achterdam 33                          | 52° 37' 53" NB, 4° 45' 7" OL  | 7144   | Meer afbeeldingen                              |
| Pand met gepleisterde lijstgevel | Werk-woonhuis             | 18e/19e eeuw          |                      | Achterdam 35                          | 52° 37' 53" NB, 4° 45' 7" OL  | 7145   | Meer afbeeldingen                              |
| Pand met tuitgevel met geprofileerde natuurstenen platen op de schouders en op de top | Werk-woonhuis             | 18e/19e eeuw          |                      | Achterdam 8                           | 52° 37' 54" NB, 4° 45' 7" OL  | 7146   | Meer afbeeldingen                              |
| Pand dat oorspronkelijk evenals achterdam 8 waarschijnlijk een topgevel had | Werk-woonhuis             | 18e/19e eeuw          |                      | Achterdam 10                          | 52° 37' 54" NB, 4° 45' 7" OL  | 7147   | Meer afbeeldingen                              |
| Hoekpand | Woonhuis                  | 1693                  |                      | Achterstraat 52                       | 52° 37' 53" NB, 4° 44' 57" OL | 7148   | Meer afbeeldingen                              |
| Pand met gepleisterde trapgevel met topmakelaar op kraagsteen | Werk-woonhuis             | 17e eeuw              |                      | Sint Annastraat 7                     | 52° 37' 48" NB, 4° 45' 14" OL | 7149   | Meer afbeeldingen                              |
| Pand met gepleisterde tuitgevel | Woonhuis                  | 18e eeuw              |                      | Sint Annastraat 9                     | 52° 37' 48" NB, 4° 45' 14" OL | 7150   | Meer afbeeldingen                              |
| Pand met tuitgeveltje | Werk-woonhuis             | 18e eeuw              |                      | Sint Annastraat 11                    | 52° 37' 48" NB, 4° 45' 14" OL | 7151   | Meer afbeeldingen                              |
| Pand met trapgevel, bekroond door toppinakel op gebeeldhouwde kraagsteen | Woonhuis                  | 17e eeuw              |                      | Sint Annastraat 27                    | 52° 37' 47" NB, 4° 45' 13" OL | 7152   | Meer afbeeldingen                              |
| Pand met fraaie trapgevel | Woonhuis                  | 17e eeuw              |                      | Sint Annastraat 13                    | 52° 37' 48" NB, 4° 45' 14" OL | 7153   | Meer afbeeldingen                              |
| Pand met in blokken gepleisterde klokgevel | Woonhuis                  | 18e eeuw              |                      | Sint Annastraat 41                    | 52° 37' 46" NB, 4° 45' 12" OL | 7154   | Meer afbeeldingen                              |
| Pand met gepleisterde gemutileerde topgevel met restant van bekronende pinakel | Woonhuis                  |                       |                      | Sint Annastraat 12                    | 52° 37' 47" NB, 4° 45' 13" OL | 7155   | Meer afbeeldingen                              |
| Pand met lijstgevels op de hoek van Appelsteeg en Luttik, Oudorp | Werk-woonhuis             | 19e eeuw              |                      | Appelsteeg 1                          | 52° 37' 51" NB, 4° 45' 6" OL  | 7156   | Meer afbeeldingen                              |
| Pand met dorische lijstgevel | Werk-woonhuis             | 19e eeuw              |                      | Appelsteeg 3                          | 52° 37' 51" NB, 4° 45' 6" OL  | 7157   | Meer afbeeldingen                              |
| Hoekpand | Werk-woonhuis             |                       |                      | Appelsteeg 5                          | 52° 37' 51" NB, 4° 45' 6" OL  | 7158   | Meer afbeeldingen                              |
| Huis met de Kogel | Werk-woonhuis             | 16e eeuw              |                      | Appelsteeg 2                          | 52° 37' 51" NB, 4° 45' 6" OL  | 7159   | Meer afbeeldingen                              |
| Pand met lijstgevel | Werk-woonhuis             | 19e eeuw              |                      | Appelsteeg 4                          | 52° 37' 51" NB, 4° 45' 5" OL  | 7160   | Meer afbeeldingen                              |
| Hoekpand met lijstgevels | Werk-woonhuis             | 19e eeuw              |                      | Appelsteeg 6                          | 52° 37' 51" NB, 4° 45' 5" OL  | 7161   | Meer afbeeldingen                              |
| Pand met tuitgevel | Woonhuis                  | 18e eeuw              |                      | Baangracht 1                          | 52° 37' 42" NB, 4° 44' 52" OL | 7162   | Meer afbeeldingen                              |
| De Viaan | Industrie- en poldermolen | 1579                  |                      | Havinghastraat 18                     | 52° 38' 52" NB, 4° 44' 7" OL  | 7163   | Meer afbeeldingen                              |
| Langgerekte woning onder zadeldak bij de molen | Dienstwoning              |                       |                      | Havinghastraat 16                     | 52° 38' 52" NB, 4° 44' 6" OL  | 7164   | Upload foto                                    |
| Pand met lijstgevel | Werk-woonhuis             |                       |                      | Bierkade 7                            | 52° 37' 46" NB, 4° 45' 19" OL | 7165   | Meer afbeeldingen                              |
| Breed pand met lijstgevel, gedateerd 1716, gewijzigd in verband met inrichting tot bierbrouwerij, later voormalig Kachelmuseum                                                                                            | Woonhuis                  | 1716                  |                      | Bierkade 10                           | 52° 37' 45" NB, 4° 45' 19" OL | 7166   | Meer afbeeldingen                              |
| Pand met lijstgevel | Werk-woonhuis             | 18e/19e eeuw          |                      | Bierkade 11                           | 52° 37' 45" NB, 4° 45' 19" OL | 7167   | Meer afbeeldingen                              |
| Hoekpand met klokgevel | Werk-woonhuis             | 18e eeuw              |                      | Bierkade 15                           | 52° 37' 44" NB, 4° 45' 18" OL | 7168   | Meer afbeeldingen                              |
| Pand met lijstgevel | Werk-woonhuis             | 18e/19e eeuw          |                      | Bierkade 12                           | 52° 37' 45" NB, 4° 45' 18" OL | 7169   | Meer afbeeldingen                              |
| Pand met lijstgevel | Werk-woonhuis             | 19e eeuw              |                      | Bierkade 14                           | 52° 37' 45" NB, 4° 45' 18" OL | 7170   | Meer afbeeldingen                              |
| Pand met lijstgevel op gepleisterde plint | Werk-woonhuis             | 18e/19e eeuw          |                      | Bierkade 16                           | 52° 37' 44" NB, 4° 45' 18" OL | 7171   | Meer afbeeldingen                              |
| Pand met lijstgevel | Werk-woonhuis             | 19e eeuw              |                      | Bierkade 17                           | 52° 37' 44" NB, 4° 45' 18" OL | 7172   | Meer afbeeldingen                              |
| Pand met lijstgevel | Werk-woonhuis             | 18e eeuw              |                      | Bierkade 18                           | 52° 37' 44" NB, 4° 45' 18" OL | 7173   | Meer afbeeldingen                              |
| Pand met lijstgevel | Werk-woonhuis             | 19e eeuw              |                      | Bierkade 20                           | 52° 37' 44" NB, 4° 45' 17" OL | 7174   | Meer afbeeldingen                              |
| Pand met trapgevel, bekroond door topmakelaar | Werk-woonhuis             | 17e eeuw              |                      | Bierkade 21                           | 52° 37' 43" NB, 4° 45' 17" OL | 7175   | Meer afbeeldingen                              |
| Pand met gepleisterde trapgevel, horizontaal geleed door geprofileerde waterlijsten | Werk-woonhuis             | 17e eeuw              |                      | Bierkade 23                           | 52° 37' 43" NB, 4° 45' 17" OL | 7176   | Meer afbeeldingen                              |
| Accijnstoren | Overheidsgebouw           | 1622                  |                      | Bierkade 26                           | 52° 37' 42" NB, 4° 45' 17" OL | 7177   | Meer afbeeldingen                              |
| Kruithuisje met munitiekelder | Militaire opslagplaats    |                       |                      | Clarissenbolwerk 1                    | 52° 38' 0" NB, 4° 44' 25" OL  | 7178   | Meer afbeeldingen                              |
| Merkwaardig langgerekt smal gepleisterd pandje | Woonhuis                  |                       |                      | Dirk Duivelsweg 1                     | 52° 37' 54" NB, 4° 45' 13" OL | 7179   | Meer afbeeldingen                              |
| Nieuwe of St. Sebastiaansdoelen | Sociale zorg, liefdadigh. | 1618                  |                      | Doelenstraat 3                        | 52° 38' 0" NB, 4° 44' 48" OL  | 7180   | Meer afbeeldingen                              |
| De Bios, fors hoekpand onder schilddak | Woonhuis                  |                       |                      | Doelenstraat 25                       | 52° 37' 58" NB, 4° 44' 46" OL | 7181   | Meer afbeeldingen                              |
| Pand met forse, gepleisterde trapgevel | Werk-woonhuis             | 17e eeuw              |                      | Dijk 11                               | 52° 37' 55" NB, 4° 45' 7" OL  | 7183   | Meer afbeeldingen                              |
| Hoekpand met halsgevel | Werk-woonhuis             | 18e eeuw              |                      | Dijk 46                               | 52° 37' 57" NB, 4° 45' 5" OL  | 7184   | Meer afbeeldingen                              |
| Pand met trapgevel, in cartouche 1665 gedateerd | Werk-woonhuis             | 1665                  |                      | Fnidsen 25                            | 52° 37' 47" NB, 4° 45' 15" OL | 7185   | Meer afbeeldingen                              |
| Pand met gepleisterde tuitgevel | Woonhuis                  | 18e eeuw              |                      | Fnidsen 31                            | 52° 37' 48" NB, 4° 45' 13" OL | 7186   | Meer afbeeldingen                              |
| Pand met klokgevel | Werk-woonhuis             |                       |                      | Fnidsen 35                            | 52° 37' 48" NB, 4° 45' 12" OL | 7187   | Meer afbeeldingen                              |
| Remonstrantse schuilkerk | Kerk en kerkonderdeel     | 1658                  |                      | Fnidsen bij 35                        | 52° 37' 48" NB, 4° 45' 12" OL | 7188   | Meer afbeeldingen                              |
| Pand met klokgevel | Werk-woonhuis             | 18e eeuw              |                      | Fnidsen 39                            | 52° 37' 48" NB, 4° 45' 12" OL | 7189   | Meer afbeeldingen                              |
| Winkelpand | Werk-woonhuis             | 19e eeuw              |                      | Fnidsen 87                            | 52° 37' 50" NB, 4° 45' 5" OL  | 7190   | Meer afbeeldingen                              |
| Pand met bakstenen trapgevel versierd met natuurstenen blokken, banden en lijsten, en bekroond door een toppinakel op gebeeldhouwde kraagsteen                                                                            | Werk-woonhuis             | 1623                  |                      | Fnidsen 97                            | 52° 37' 51" NB, 4° 45' 4" OL  | 7191   | Meer afbeeldingen                              |
| Pand met klokgevel, bekroond door driehoekig fronton | Werk-woonhuis             | 18e/19e eeuw          |                      | Fnidsen 107                           | 52° 37' 51" NB, 4° 45' 3" OL  | 7192   | Meer afbeeldingen                              |
| Hoekpand met gepleisterde lijstgevel | Werk-woonhuis             | 19e eeuw              |                      | Fnidsen 113                           | 52° 37' 51" NB, 4° 45' 3" OL  | 7193   | Meer afbeeldingen                              |
| Hoekpand met forse asymmetrische tuitgevel | Opslag                    | 17e/18e eeuw          |                      | Fnidsen 52                            | 52° 37' 50" NB, 4° 45' 7" OL  | 7194   | Meer afbeeldingen                              |
| Pand met gepleisterde lijstgevel, de lijst voorzien van consoles | Werk-woonhuis             | 19e eeuw              |                      | Fnidsen bij 58                        | 52° 37' 50" NB, 4° 45' 6" OL  | 7195   | Meer afbeeldingen                              |
| Pand waarvan de achtergevel geprofileerde natuurstenen waterlijsten en zesruitsschuifvensters in empiretrant heeft | Werk-woonhuis             | 17e/18e eeuw          |                      | Fnidsen 66                            | 52° 37' 51" NB, 4° 45' 4" OL  | 7196   | Meer afbeeldingen                              |
| Pand met lijstgevel, de lijst voorzien van consoles | Werk-woonhuis             | 19e eeuw              |                      | Fnidsen 68                            | 52° 37' 51" NB, 4° 45' 4" OL  | 7197   | Meer afbeeldingen                              |
| Pand met gepleisterde lijstgevel, de lijst voorzien van consoles | Werk-woonhuis             | 17e/19e eeuw          |                      | Fnidsen 70                            | 52° 37' 51" NB, 4° 45' 3" OL  | 7198   | Meer afbeeldingen                              |
| Pand met tuitgevel | Werk-woonhuis             | 17e eeuw              |                      | Fnidsen 72                            | 52° 37' 51" NB, 4° 45' 3" OL  | 7199   | Meer afbeeldingen                              |
| Pand met een moderne gevel aan het fnidsen | Werk-woonhuis             | 18e/19e eeuw          |                      | Fnidsen 74                            | 52° 37' 51" NB, 4° 45' 3" OL  | 7200   | Meer afbeeldingen                              |
| Aan drie zijden vrijliggend pand | Werk-woonhuis             | 18e/19e eeuw          |                      | Fnidsen 76                            | 52° 37' 51" NB, 4° 45' 3" OL  | 7201   | Meer afbeeldingen                              |
| Pandje onder overstekend dwars zadeldak | Dienstwoning              | 19e eeuw              |                      | Gedempte Baansloot 28                 | 52° 37' 47" NB, 4° 44' 42" OL | 7202   | Meer afbeeldingen                              |
| Arendshof | Werk-woonhuis             | eerste helft 19e eeuw |                      | Geestersingel 11                      | 52° 37' 59" NB, 4° 44' 21" OL | 7203   | Meer afbeeldingen                              |
| Pand met gepleisterde klokgevel, bekroond door boogvormig verhoogde lijst en met natuurstenen aanzetvoluten boven de zijlisenen                                                                                           | Werk-woonhuis             | 18e eeuw              |                      | Groot Nieuwland 4                     | 52° 37' 45" NB, 4° 44' 59" OL | 7204   | Meer afbeeldingen                              |
| Pand met tuitgevel, bekroond door toppinakel | Woonhuis                  | 18e eeuw              |                      | Groot Nieuwland 46                    | 52° 37' 43" NB, 4° 44' 59" OL | 7205   | Meer afbeeldingen                              |
| Pand met klokgevel, bekroond door halfcirkelvormige lijst | Werk-woonhuis             | 18e eeuw              |                      | Heiligland 7                          | 52° 37' 46" NB, 4° 45' 25" OL | 7206   | Meer afbeeldingen                              |
| Pand met lijstgevel | Werk-woonhuis             | 19e eeuw              |                      | Heiligland 9                          | 52° 37' 46" NB, 4° 45' 25" OL | 7207   | Meer afbeeldingen                              |
| Pand met trapgevel bekroond door toppilaster | Werk-woonhuis             | 17e eeuw              |                      | Heiligland 19                         | 52° 37' 45" NB, 4° 45' 27" OL | 7208   | Meer afbeeldingen                              |
| Pand met tuitgevel | Werk-woonhuis             | 17e eeuw              |                      | Hekelstraat 9                         | 52° 37' 49" NB, 4° 45' 5" OL  | 7209   | Meer afbeeldingen                              |
| Pand met klokgevel | Werk-woonhuis             | 18e eeuw              |                      | Hekelstraat 15                        | 52° 37' 49" NB, 4° 45' 4" OL  | 7210   | Meer afbeeldingen                              |
| Pand met gemutileerde klokgevel | Werk-woonhuis             | 18e/19e eeuw          |                      | Hekelstraat 17                        | 52° 37' 49" NB, 4° 45' 4" OL  | 7211   | Meer afbeeldingen                              |
| Pand met gemutileerde klokgevel | Werk-woonhuis             | 18e/19e eeuw          |                      | Hekelstraat 19                        | 52° 37' 49" NB, 4° 45' 4" OL  | 7212   | Meer afbeeldingen                              |
| Pand met gemutileerde klokgevel | Werk-woonhuis             | 18e eeuw              |                      | Hekelstraat 8                         | 52° 37' 49" NB, 4° 45' 5" OL  | 7213   | Meer afbeeldingen                              |
| Pand met klokgevel | Werk-woonhuis             | 18e eeuw              |                      | Hekelstraat 26                        | 52° 37' 48" NB, 4° 45' 3" OL  | 7214   | Meer afbeeldingen                              |
| Pand met trapgevel, toppilaster | Werk-woonhuis             | 17e eeuw              |                      | Hekelstraat 30                        | 52° 37' 48" NB, 4° 45' 3" OL  | 7215   | Meer afbeeldingen                              |
| Pand met in banden gepleisterde klokgevel, door fronton bekroond | Werk-woonhuis             | 18e eeuw              |                      | Herenstraat 4                         | 52° 37' 56" NB, 4° 45' 11" OL | 7216   | Meer afbeeldingen                              |
| Pand met lijstgevel | Werk-woonhuis             | 18e/19e eeuw          |                      | Herenstraat 6                         | 52° 37' 56" NB, 4° 45' 11" OL | 7217   | Meer afbeeldingen                              |
| Molenaarswoning bij de geestmolen | Woonhuis                  | 19e eeuw              |                      | Hoeverpad 13                          | 52° 37' 57" NB, 4° 43' 35" OL | 7218   | Meer afbeeldingen                              |
| Baptistenkerk, voormalige synagoge | Kerk en kerkonderdeel     | 18e/19e eeuw          |                      | Hofstraat 15                          | 52° 37' 46" NB, 4° 44' 55" OL | 7219   | Meer afbeeldingen                              |
| Hoekpand met gerestaureerde trapgevel | Werk-woonhuis             | 17e eeuw              |                      | Hofstraat 38                          | 52° 37' 44" NB, 4° 44' 53" OL | 7220   | Meer afbeeldingen                              |
| Aan drie zijden vrijliggend, fors pakhuis onder twee evenwijdige zadeldaken | Industrie                 |                       |                      | Houttil 1                             | 52° 37' 56" NB, 4° 45' 3" OL  | 7221   | Meer afbeeldingen                              |
| Pand onder fors zadeldak, aan de voorzijde afgewolfd | Werk-woonhuis             | eerste helft 19e eeuw |                      | Houttil 17                            | 52° 37' 52" NB, 4° 44' 58" OL | 7222   | Meer afbeeldingen                              |
| Pandje met lijstgevel | Werk-woonhuis             | 19e eeuw              |                      | Houttil 20                            | 52° 37' 54" NB, 4° 45' 0" OL  | 7223   | Meer afbeeldingen                              |
| Pand met klokgevel bekroond door driehoekig fronton | Werk-woonhuis             | 18e/19e eeuw          |                      | Houttil 22                            | 52° 37' 54" NB, 4° 45' 0" OL  | 7224   | Meer afbeeldingen                              |
| Pand met lijstgevel | Werk-woonhuis             | 19e eeuw              |                      | Houttil 24                            | 52° 37' 54" NB, 4° 45' 0" OL  | 7225   | Meer afbeeldingen                              |
| Pand met klokgevel, bekroond door halfcirkelvormig verhoogde natuurstenen lijst | Werk-woonhuis             | 1727                  |                      | Houttil 30                            | 52° 37' 54" NB, 4° 44' 60" OL | 7226   | Meer afbeeldingen                              |
| Pand met klokgevel, bekroond door een segmentboogvormige lijst | Werk-woonhuis             | 18e eeuw              |                      | Houttil 38                            | 52° 37' 53" NB, 4° 44' 59" OL | 7228   | Meer afbeeldingen                              |
| Hoekpand onder fors, aan de voorzijde afgewolfd zadeldak | Werk-woonhuis             | 18e/19e eeuw          |                      | Houttil 42                            | 52° 37' 53" NB, 4° 44' 59" OL | 7229   | Meer afbeeldingen                              |
| Hoekpand met lijstgevel | Werk-woonhuis             | 19e eeuw              |                      | Houttil 44                            | 52° 37' 53" NB, 4° 44' 59" OL | 7230   | Meer afbeeldingen                              |
| Pand met lijstgevel | Werk-woonhuis             | 19e eeuw              |                      | Houttil 56                            | 52° 37' 52" NB, 4° 44' 58" OL | 7231   | Meer afbeeldingen                              |
| Huis met de luifel | Werk-woonhuis             | 17e eeuw              |                      | Huigbrouwerstraat 5                   | 52° 37' 48" NB, 4° 44' 57" OL | 7232   | Meer afbeeldingen                              |
| Hoekpand | Werk-woonhuis             | tweede helft 19e eeuw |                      | Huigbrouwerstraat 11                  | 52° 37' 47" NB, 4° 44' 57" OL | 7233   | Meer afbeeldingen                              |
| Pand met klokgevel, door driehoekig fronton bekroond | Werk-woonhuis             |                       |                      | Huigbrouwerstraat 24                  | 52° 37' 48" NB, 4° 44' 57" OL | 7234   | Meer afbeeldingen                              |
| Sluismolen | Industrie- en poldermolen | 1575                  |                      | Helderseweg 85A                       | 52° 39' 35" NB, 4° 44' 40" OL | 7235   | Meer afbeeldingen                              |
| Hoekpand | Woonhuis                  | 16e/17e eeuw          |                      | Kanisstraat 1                         | 52° 37' 60" NB, 4° 44' 30" OL | 7236   | Meer afbeeldingen                              |
| Kapelkerk (O.L. Vrouwe- of St. Janskapel) | Kerk en kerkonderdeel     | vanaf 15e eeuw        |                      | Kapelsteeg 3                          | 52° 37' 46" NB, 4° 45' 0" OL  | 7237   | Meer afbeeldingen                              |
| Fraai hoekpand | Appartementengebouw       | 1663                  |                      | Kapelsteeg 4                          | 52° 37' 46" NB, 4° 44' 60" OL | 7238   | Meer afbeeldingen                              |
| Stadstimmerwerf | Industrie                 | 1726                  |                      | Keetgracht 1                          | 52° 37' 41" NB, 4° 45' 10" OL | 7239   | Meer afbeeldingen                              |
| Pand met klokgevel, bekroond door halfcirkelvormig verhoogde lijst | Werk-woonhuis             | 18e/19e eeuw          |                      | Kennemerstraatweg 5                   | 52° 37' 45" NB, 4° 44' 33" OL | 7240   | Meer afbeeldingen                              |
| Bellevue-Tesselschade | Woonhuis                  | 18e/19e eeuw          |                      | Kennemerstraatweg 11                  | 52° 37' 44" NB, 4° 44' 32" OL | 7241   | Meer afbeeldingen                              |
| Pand met trapgevel, bekroond door toppinakel | Werk-woonhuis             | 17e eeuw              |                      | Koningsweg 59                         | 52° 38' 0" NB, 4° 44' 52" OL  | 7242   | Meer afbeeldingen                              |
| Provenhuis | Sociale zorg, liefdadigh. | 1664                  |                      | Koningsweg 83                         | 52° 38' 1" NB, 4° 44' 48" OL  | 7243   | Meer afbeeldingen                              |
| Pand met lijstgevel | Werk-woonhuis             | 19e eeuw              |                      | Koningsweg 6                          | 52° 37' 58" NB, 4° 44' 57" OL | 7244   | Meer afbeeldingen                              |
| Pand zonder verdieping pand met zesruitsschuifvensters | Woonhuis                  |                       |                      | Koningsweg 10                         | 52° 37' 59" NB, 4° 44' 58" OL | 7245   | Meer afbeeldingen                              |
| Doopsgezinde kerk | Kerk en kerkonderdeel     | 1600-1700             |                      | Koningsweg 12                         | 52° 37' 59" NB, 4° 44' 58" OL | 7246   | Meer afbeeldingen                              |
| Pand onder schilddak | Sociale zorg, liefdadigh. | 18e/19e eeuw          |                      | Koningsweg 70                         | 52° 38' 1" NB, 4° 44' 51" OL  | 7247   | Meer afbeeldingen                              |
| Pand met klokgevel | Werk-woonhuis             | 18e/19e eeuw          |                      | Koningsweg 78                         | 52° 38' 1" NB, 4° 44' 50" OL  | 7248   | Meer afbeeldingen                              |
| Pand met klokgevel, bekroond door halfcirkelvormig verhoogde lijst | Werk-woonhuis             | 18e eeuw              |                      | Kooltuin 7                            | 52° 37' 54" NB, 4° 45' 9" OL  | 7249   | Meer afbeeldingen                              |
| Pand met klokgevel, bekroond door halfcirkelvormig verhoogde lijst | Werk-woonhuis             | 18e/19e eeuw          |                      | Kooltuin 10                           | 52° 37' 54" NB, 4° 45' 9" OL  | 7250   | Meer afbeeldingen                              |
| Pand met gemutileerde klokgevel | Werk-woonhuis             | 17e eeuw              |                      | Kooltuin 20                           | 52° 37' 53" NB, 4° 45' 8" OL  | 7251   | Meer afbeeldingen                              |
| Pand met gemutileerd topgeveltje, boven de pui gepleisterd | Woonhuis                  | 18e eeuw              |                      | Kooltuin 21                           | 52° 37' 53" NB, 4° 45' 8" OL  | 7252   | Meer afbeeldingen                              |
| Pand met bakstenen trapgevel bekroond door pinakel op gebeeldhouwd kraagsteentje | Woonhuis                  | eerste helft 17e eeuw |                      | Kooltuin 27                           | 52° 37' 52" NB, 4° 45' 8" OL  | 7253   | Meer afbeeldingen                              |
| Pand met gerestaureerde trapgevel | Werk-woonhuis             | eerste helft 17e eeuw |                      | Koorstraat 23                         | 52° 37' 55" NB, 4° 44' 39" OL | 7254   | Meer afbeeldingen                              |
| Pand met gerestaureerde klokgevel, bekroond door een halfcirkelvormig verhoogde lijst met ornament | Woonhuis                  | 18e eeuw              |                      | Koorstraat 39                         | 52° 37' 54" NB, 4° 44' 38" OL | 7255   | Meer afbeeldingen                              |
| Hoekpand onder schilddak | Woonhuis                  | 18e eeuw              |                      | Koorstraat 41                         | 52° 37' 53" NB, 4° 44' 38" OL | 7256   | Meer afbeeldingen                              |
| Hoekpand onder fors zadeldak | Werk-woonhuis             | 18e eeuw              |                      | Koorstraat 45                         | 52° 37' 53" NB, 4° 44' 38" OL | 7257   | Meer afbeeldingen                              |
| Grote of Sint-Laurenskerk | Kerk en kerkonderdeel     | 1470-1518             |                      | Koorstraat 2                          | 52° 37' 57" NB, 4° 44' 40" OL | 7258   | Meer afbeeldingen                              |
| Pand bestaande uit een smal voorgedeelte aan de koorstraat en een breder aansluitend gedeelte erachter onder schilddak | Woonhuis                  | 18e/19e eeuw          |                      | Koorstraat 6                          | 52° 37' 56" NB, 4° 44' 38" OL | 7259   | Meer afbeeldingen                              |
| Pand met trapgevel bekroond door toppilasters op kraagsteen | Werk-woonhuis             | 17e eeuw              |                      | Laat 19                               | 52° 37' 43" NB, 4° 45' 7" OL  | 7260   | Meer afbeeldingen                              |
| Pakhuis met tuitgevel | Opslag                    | 1730                  |                      | Laat 85                               | 52° 37' 45" NB, 4° 45' 0" OL  | 7261   | Meer afbeeldingen                              |
| Pakhuis met tuitgevel | Opslag                    | 1726                  |                      | Laat 87                               | 52° 37' 45" NB, 4° 45' 0" OL  | 7262   | Meer afbeeldingen                              |
| Hoekpand met zadeldak tussen puntgevels | Werk-woonhuis             | 17e eeuw              |                      | Laat 89                               | 52° 37' 45" NB, 4° 44' 60" OL | 7263   | Meer afbeeldingen                              |
| Pand met klokgevel, bekroond door segmentboogvormig verhoogde lijst | Werk-woonhuis             |                       |                      | Laat 173                              | 52° 37' 50" NB, 4° 44' 48" OL | 7264   | Meer afbeeldingen                              |
| Pand met bakstenen trapgevel, bekroond door pinakel op gebeeldhouwd kraagsteentje | Werk-woonhuis             | eerste helft 17e eeuw |                      | Laat 175                              | 52° 37' 50" NB, 4° 44' 48" OL | 7265   | Meer afbeeldingen                              |
| Pand met trapgeveltje, bekroond door toppinakel op kraagsteen | Werk-woonhuis             | eerste helft 17e eeuw |                      | Laat 181                              | 52° 37' 50" NB, 4° 44' 47" OL | 7266   | Meer afbeeldingen                              |
| Pand met lijstgevel | Werk-woonhuis             | 19e eeuw              |                      | Laat 183                              | 52° 37' 50" NB, 4° 44' 47" OL | 7267   | Meer afbeeldingen                              |
| Pand met in banden gepleisterde klokgevel, bekroond door een segmentboogvormig verhoogd lijst | Werk-woonhuis             | 1778                  |                      | Laat 185                              | 52° 37' 50" NB, 4° 44' 47" OL | 7268   | Meer afbeeldingen                              |
| Pand met in cartouche gedateerde tuitgevel | Werk-woonhuis             | 1604                  |                      | Laat 194                              | 52° 37' 52" NB, 4° 44' 42" OL | 7269   | Meer afbeeldingen                              |
| Verlengde van het pand Koorstraat 41/43 | Werk-woonhuis             | 19e eeuw              |                      | Laat 214                              | 52° 37' 53" NB, 4° 44' 38" OL | 7270   | Meer afbeeldingen                              |
| Pand op hoek van mient en langestraat | Werk-woonhuis             | 17e/18e eeuw          |                      | Langestraat 1                         | 52° 37' 50" NB, 4° 44' 59" OL | 7271   | Meer afbeeldingen                              |
| Hoekpand onder zadeldak | Werk-woonhuis             | 17e/18e eeuw          |                      | Langestraat 11                        | 52° 37' 50" NB, 4° 44' 57" OL | 7272   | Meer afbeeldingen                              |
| Pand met lijstgevel | Werk-woonhuis             | 19e eeuw              |                      | Langestraat 15                        | 52° 37' 51" NB, 4° 44' 56" OL | 7273   | Meer afbeeldingen                              |
| Pand met lijstgevel | Werk-woonhuis             | 18e/19e eeuw          |                      | Langestraat 21                        | 52° 37' 51" NB, 4° 44' 56" OL | 7274   | Meer afbeeldingen                              |
| Pand met lijstgevel | Werk-woonhuis             | 18e/19e eeuw          |                      | Langestraat 43                        | 52° 37' 52" NB, 4° 44' 53" OL | 7275   | Meer afbeeldingen                              |
| Pand met lijstgevel op natuurstenen plint | Woonhuis                  | eerst helft 19e eeuw  |                      | Langestraat 51                        | 52° 37' 52" NB, 4° 44' 52" OL | 7276   | Meer afbeeldingen                              |
| Pand met vijf traveeën brede lijstgevel op natuurstenen plint | Woonhuis                  |                       |                      | Langestraat 55                        | 52° 37' 52" NB, 4° 44' 51" OL | 7277   | Meer afbeeldingen                              |
| Pand met vernieuwde klokgevel, waaraan oude onderdelen zijn toegepast | Woonhuis                  |                       |                      | Langestraat 59                        | 52° 37' 53" NB, 4° 44' 50" OL | 7278   | Meer afbeeldingen                              |
| Pand met lijstgevel | Woonhuis                  | 19e eeuw              |                      | Langestraat 89                        | 52° 37' 54" NB, 4° 44' 47" OL | 7279   | Meer afbeeldingen                              |
| Moriaanshoofd: pand met vijf traveeën brede gevel | Woonhuis                  | eerste helft 18e eeuw |                      | Langestraat 93                        | 52° 37' 54" NB, 4° 44' 46" OL | 7280   | Meer afbeeldingen                              |
| Pand met gepleisterde lijstgevel | Woonhuis                  | derde kwart 19e eeuw  |                      | Langestraat 95                        | 52° 37' 54" NB, 4° 44' 43" OL | 7281   | Meer afbeeldingen                              |
| Stadhuis van Alkmaar | Bestuursgebouw en onderdl | 1509-1520             |                      | Langestraat 97                        | 52° 37' 55" NB, 4° 44' 45" OL | 7282   | Meer afbeeldingen                              |
| Hoekpand met afgeronde travee op de hoek | Werk-woonhuis             | 18e/19e eeuw          |                      | Langestraat 2                         | 52° 37' 50" NB, 4° 44' 59" OL | 7284   | Meer afbeeldingen                              |
| Pand met lijstgevel | Werk-woonhuis             | eerste helft 19e eeuw |                      | Langestraat 18                        | 52° 37' 51" NB, 4° 44' 56" OL | 7285   | Meer afbeeldingen                              |
| Cafetaria 'De top' | Werk-woonhuis             |                       |                      | Langestraat 42                        | 52° 37' 52" NB, 4° 44' 53" OL | 7286   | Meer afbeeldingen                              |
| Pand met lijstgevel op natuurstenen plint | Woonhuis                  | 19e eeuw              |                      | Langestraat 68                        | 52° 37' 54" NB, 4° 44' 49" OL | 7287   | Meer afbeeldingen                              |
| Huis de Dieu, ook bekend als Huize Egmont | Woonhuis                  | 1744                  |                      | Langestraat 114                       | 52° 37' 56" NB, 4° 44' 42" OL | 7289   | Meer afbeeldingen                              |
| Hoekpand onder schilddak | Werk-woonhuis             | 18e/19e eeuw          |                      | Limmerhoek 5                          | 52° 37' 41" NB, 4° 45' 15" OL | 7290   | Meer afbeeldingen                              |
| Provenhuis van Nordingen | Sociale zorg, liefdadigh. | 1656                  |                      | Lombardsteeg 23                       | 52° 37' 57" NB, 4° 44' 51" OL | 7291   | Meer afbeeldingen                              |
| Pand met lijstgevel, negenruitsschuifvensters op de verdieping | Woonhuis                  | 19e eeuw              |                      | Luttik Oudorp 11                      | 52° 37' 47" NB, 4° 45' 19" OL | 7292   | Meer afbeeldingen                              |
| Pand met geverfde lijstgevel | Woonhuis                  | 19e eeuw              |                      | Luttik Oudorp 13                      | 52° 37' 47" NB, 4° 45' 19" OL | 7293   | Meer afbeeldingen                              |
| Pand met lijstgevel | Woonhuis                  | 19e eeuw              |                      | Luttik Oudorp 15                      | 52° 37' 47" NB, 4° 45' 19" OL | 7294   | Meer afbeeldingen                              |
| Pand met geverfde lijstgevel | Woonhuis                  | 19e eeuw              |                      | Luttik Oudorp 23                      | 52° 37' 47" NB, 4° 45' 18" OL | 7295   | Meer afbeeldingen                              |
| Pand onder forse kap | Woonhuis                  | 19e eeuw              |                      | Luttik Oudorp 29                      | 52° 37' 48" NB, 4° 45' 17" OL | 7296   | Meer afbeeldingen                              |
| Pand met lijstgevel | Werk-woonhuis             | 19e eeuw              |                      | Luttik Oudorp 41                      | 52° 37' 48" NB, 4° 45' 16" OL | 7297   | Meer afbeeldingen                              |
| Hoekpand met in blokken gepleisterde lijstgevel | Woonhuis                  | 19e eeuw              |                      | Luttik Oudorp 59                      | 52° 37' 49" NB, 4° 45' 14" OL | 7298   | Meer afbeeldingen                              |
| Pand met gemutileerde klokgevel, natuurstenen aanzetvoluten | Werk-woonhuis             | 18e eeuw              |                      | Luttik Oudorp 61                      | 52° 37' 49" NB, 4° 45' 14" OL | 7299   | Meer afbeeldingen                              |
| Pand met gemutileerde klokgevel | Werk-woonhuis             | 18e eeuw              |                      | Luttik Oudorp 67                      | 52° 37' 49" NB, 4° 45' 13" OL | 7300   | Meer afbeeldingen                              |
| Rijzig korenpakhuis van vier bouwlagen | Opslag                    | 17e eeuw              |                      | Luttik Oudorp 81                      | 52° 37' 50" NB, 4° 45' 11" OL | 7301   | Meer afbeeldingen                              |
| Pand met klokgevel, natuurstenen aanzetvoluten en driehoekig fronton met tandlijst | Werk-woonhuis             | 18e eeuw              |                      | Luttik Oudorp 87                      | 52° 37' 50" NB, 4° 45' 10" OL | 7302   | Meer afbeeldingen                              |
| Pand met trapgevel | Werk-woonhuis             | 17e eeuw              |                      | Luttik Oudorp 105                     | 52° 37' 50" NB, 4° 45' 9" OL  | 7303   | Meer afbeeldingen                              |
| Pakhuis met tuitgevel | Opslag                    | 18e/19e eeuw          |                      | Luttik Oudorp 113                     | 52° 37' 51" NB, 4° 45' 7" OL  | 7304   | Meer afbeeldingen                              |
| Pakhuis met tuitgevel | Opslag                    | 18e/19e eeuw          |                      | Luttik Oudorp 115                     | 52° 37' 51" NB, 4° 45' 7" OL  | 7305   | Meer afbeeldingen                              |
| Pand met lijstgevel | Woonhuis                  | eerste kwart 19e eeuw |                      | Luttik Oudorp 42                      | 52° 37' 50" NB, 4° 45' 15" OL | 7306   | Meer afbeeldingen                              |
| Pand met lijstgevel | Werk-woonhuis             | eerste helft 19e eeuw |                      | Luttik Oudorp 44                      | 52° 37' 50" NB, 4° 45' 15" OL | 7307   | Meer afbeeldingen                              |
| Pand met lijstgevel | Woonhuis                  | 19e eeuw              |                      | Luttik Oudorp 48                      | 52° 37' 50" NB, 4° 45' 14" OL | 7308   | Meer afbeeldingen                              |
| Pand met lijstgevel, trigliefconsoles | Woonhuis                  | 19e eeuw              |                      | Luttik Oudorp 56                      | 52° 37' 50" NB, 4° 45' 14" OL | 7309   | Meer afbeeldingen                              |
| Pand met lijstgevel | Woonhuis                  | 19e eeuw              |                      | Luttik Oudorp 62                      | 52° 37' 50" NB, 4° 45' 12" OL | 7310   | Meer afbeeldingen                              |
| De Drie Schopjes | Werk-woonhuis             | 1609                  |                      | Luttik Oudorp 110                     | 52° 37' 51" NB, 4° 45' 8" OL  | 7311   | Meer afbeeldingen                              |
| Hoekpand | Werk-woonhuis             | 1593                  |                      | Luttik Oudorp 112                     | 52° 37' 51" NB, 4° 45' 7" OL  | 7312   | Meer afbeeldingen                              |
| Pand met tuitgevel | Woonhuis                  | 18e eeuw              |                      | Magdalenenstraat 4                    | 52° 37' 53" NB, 4° 44' 58" OL | 7313   | Meer afbeeldingen                              |
| Pand met trapgevel, bekroond door toppilaster op kraagsteen, op de top een natuurstenen bol | Werk-woonhuis             | 17e eeuw              |                      | Magdalenenstraat 16                   | 52° 37' 54" NB, 4° 44' 56" OL | 7314   | Meer afbeeldingen                              |
| Pand met klokgevel, met als bekroning een halfrond verhoogde natuurstenen lijst waarop gebeeldhouwd sierstuk | Woonhuis                  | 18e/19e eeuw          |                      | Mient 5                               | 52° 37' 50" NB, 4° 45' 2" OL  | 7315   | Meer afbeeldingen                              |
| Pand met lijstgevel | Woonhuis                  | 19e eeuw              |                      | Mient 9                               | 52° 37' 50" NB, 4° 45' 2" OL  | 7316   | Meer afbeeldingen                              |
| Pand met lijstgevel, de lijst voorzien van tandlijstje en rozetten | Werk-woonhuis             | 19e eeuw              |                      | Mient 13                              | 52° 37' 50" NB, 4° 45' 1" OL  | 7317   | Meer afbeeldingen                              |
| Huis Leeuwenburg, op gebeeldhouwde banderol 1707 gedateerd, met een geheel met natuursteen beklede gevel en een barok, rijk gebeeldhouwd hoofdgestel op zware consoles, bekroond door beeldhouwwerk, bestaande uit een ca | Werk-woonhuis             | 1705                  |                      | Mient 23                              | 52° 37' 50" NB, 4° 45' 1" OL  | 7318   | Meer afbeeldingen                              |
| Pand met lijstgevel | Woonhuis                  | 19e eeuw              |                      | Mient 27                              | 52° 37' 49" NB, 4° 45' 1" OL  | 7319   | Meer afbeeldingen                              |
| 'De kroon' | Woonhuis                  | 17e eeuw              |                      | Mient 31                              | 52° 37' 49" NB, 4° 45' 0" OL  | 7320   | Meer afbeeldingen                              |
| Pand met in cartouches 1672 gedateerde trapgevel | Woonhuis                  | 1672                  |                      | Mient 33                              | 52° 37' 49" NB, 4° 45' 0" OL  | 7321   | Meer afbeeldingen                              |
| Pand met lijstgevel | Woonhuis                  | 19e eeuw              |                      | Mient 35                              | 52° 37' 49" NB, 4° 44' 60" OL | 7322   | Meer afbeeldingen                              |
| Pand met lijstgevel | Woonhuis                  | 19e eeuw              |                      | Mient 39                              | 52° 37' 49" NB, 4° 44' 60" OL | 7323   | Meer afbeeldingen                              |
| Vismarkt | Handel en kantoor         | eerste helft 19e eeuw |                      | Verdronkenoord bij 114                | 52° 37' 48" NB, 4° 45' 0" OL  | 7324   | Meer afbeeldingen                              |
| Pand met trapgevel bekroond door toppilaster op kraagsteen | Werk-woonhuis             |                       |                      | Mient 2                               | 52° 37' 52" NB, 4° 45' 1" OL  | 7325   | Meer afbeeldingen                              |
| Pand met gepleisterde lijstgevel | Woonhuis                  | 19e eeuw              |                      | Mient 4                               | 52° 37' 52" NB, 4° 45' 1" OL  | 7326   | Meer afbeeldingen                              |
| Pand met in cartouche 1607 gedateerde, bakstenen trapgevel | Woonhuis                  | 1607                  |                      | Mient 8                               | 52° 37' 51" NB, 4° 45' 1" OL  | 7327   | Meer afbeeldingen                              |
| Pand met in blokken gepleisterde lijstgevel | Woonhuis                  | 18e/19e eeuw          |                      | Mient 10                              | 52° 37' 51" NB, 4° 45' 1" OL  | 7328   | Meer afbeeldingen                              |
| Pand met gepleisterde lijstgevel, de lijst voorzien van voluutconsoles | Woonhuis                  | 19e eeuw              |                      | Mient 14                              | 52° 37' 51" NB, 4° 45' 0" OL  | 7329   | Meer afbeeldingen                              |
| Pand met gepleisterde lijstgevel | Woonhuis                  | 19e eeuw              |                      | Mient 16                              | 52° 37' 51" NB, 4° 45' 0" OL  | 7330   | Meer afbeeldingen                              |
| Pand met lijstgevel | Woonhuis                  | 19e eeuw              |                      | Oudegracht 43                         | 52° 37' 40" NB, 4° 45' 6" OL  | 7331   | Meer afbeeldingen                              |
| Provenhuis van Wildeman | Sociale zorg, liefdadigh. | 1714                  |                      | Oudegracht 45                         | 52° 37' 40" NB, 4° 45' 4" OL  | 7332   | Meer afbeeldingen                              |
| Pakhuisje met trapgevel | Opslag                    | 17e eeuw              |                      | Oudegracht 107                        | 52° 37' 40" NB, 4° 45' 2" OL  | 7333   | Meer afbeeldingen                              |
| Pakhuisje met trapgevel | Opslag                    | 17e eeuw              |                      | Oudegracht 109                        | 52° 37' 40" NB, 4° 45' 2" OL  | 7334   | Meer afbeeldingen                              |
| Pand met sterk overhellende trapgevel | Opslag                    | 17e eeuw              |                      | Oudegracht 111                        | 52° 37' 40" NB, 4° 45' 2" OL  | 7335   | Meer afbeeldingen                              |
| 't Swaenennest | Woonhuis                  | 17e eeuw              |                      | Oudegracht 185                        | 52° 37' 42" NB, 4° 44' 53" OL | 7336   | Meer afbeeldingen                              |
| Evangelisch-lutherse kerk | Kerk en kerkonderdeel     | 1692                  |                      | Oudegracht 187                        | 52° 37' 43" NB, 4° 44' 53" OL | 7337   | Meer afbeeldingen                              |
| Pand met lijstgevel, dwars schilddak waarachter loodrecht aansluitend een zadeldak met eindschild, trigliefconsoles op de lijst                                                                                           | Woonhuis                  | 19e eeuw              |                      | Oudegracht 203                        | 52° 37' 44" NB, 4° 44' 50" OL | 7338   | Meer afbeeldingen                              |
| Bottemannehuis, pand met baksteenarchitectuur, lijstgevel onder omlopend schilddak, gesneden consoles en voordeur, brede schuifvensters in empire-trant.                                                                  | Werk-woonhuis             | 1775                  | Willem Bekker        | Oudegracht 221                        | 52° 37' 45" NB, 4° 44' 48" OL | 7339   | Meer afbeeldingen                              |
| Pand met in cartouche 1623 gedateerde trapgevel bekroond door toppilaster op gebeeldhouwde kraagsteen | Woonhuis                  | 1623                  |                      | Oudegracht 239                        | 52° 37' 46" NB, 4° 44' 46" OL | 7340   | Meer afbeeldingen                              |
| Poortje, waarboven een door een gebeeldhouwd ornament afgesloten muurvlak | Erfscheiding              | 1623                  |                      | Oudegracht bij 239                    | 52° 37' 46" NB, 4° 44' 46" OL | 7341   | Meer afbeeldingen                              |
| Pand met trapgevel, bekroond door toppinakel op gebeeldhouwde kraagsteen | Woonhuis                  | 17e eeuw              |                      | Oudegracht 241                        | 52° 37' 46" NB, 4° 44' 46" OL | 7342   | Meer afbeeldingen                              |
| Pand met lijstgevel op natuurstenen plint | Woonhuis                  | eerste helft 19e eeuw |                      | Oudegracht 243                        | 52° 37' 46" NB, 4° 44' 46" OL | 7343   | Meer afbeeldingen                              |
| Vijf traveeën breed pand bestaande uit een rechthoekig blok onder dwars schilddak | Woonhuis                  | 19e eeuw              |                      | Oudegracht 247                        | 52° 37' 47" NB, 4° 44' 45" OL | 7344   | Meer afbeeldingen                              |
| Pand met lijstgevel | Woonhuis                  | 19e eeuw              |                      | Oudegracht 269                        | 52° 37' 48" NB, 4° 44' 43" OL | 7345   | Meer afbeeldingen                              |
| Zes traveeën breed pand onder omlopend schilddak | Woonhuis                  | eerste helft 19e eeuw |                      | Oudegracht 273                        | 52° 37' 48" NB, 4° 44' 42" OL | 7346   | Meer afbeeldingen                              |
| Pand onder dwars zadeldak | Woonhuis                  | 19e eeuw              |                      | Oudegracht 283                        | 52° 37' 48" NB, 4° 44' 41" OL | 7347   | Meer afbeeldingen                              |
| Pand met gepleisterde lijstgevel, dakkapel, deuromlijsting, stoep en stoephekken | Woonhuis                  | 19e eeuw              |                      | Oudegracht 293                        | 52° 37' 49" NB, 4° 44' 39" OL | 7348   | Meer afbeeldingen                              |
| Pand onder schilddak | Woonhuis                  |                       |                      | Oudegracht 297                        | 52° 37' 50" NB, 4° 44' 39" OL | 7349   | Meer afbeeldingen                              |
| Pand onder omlopend schilddak | Woonhuis                  | 19e eeuw              |                      | Oudegracht 301                        | 52° 37' 50" NB, 4° 44' 38" OL | 7350   | Meer afbeeldingen                              |
| Pand onder dwars zadeldak met links een schild | Woonhuis                  | 19e eeuw              |                      | Oudegracht 303                        | 52° 37' 50" NB, 4° 44' 37" OL | 7351   | Pand onder dwars zadeldak met links een schild |
| Pand | Woonhuis                  | 17e eeuw              |                      | Oudegracht 54                         | 52° 37' 42" NB, 4° 45' 1" OL  | 7352   | Pand                                           |
| Pand waarvan de gevel met die van het rechterbuurpand een gekoppelde trapgevel vormt | Woonhuis                  | 17e eeuw              |                      | Oudegracht 54                         | 52° 37' 42" NB, 4° 45' 1" OL  | 7353   | Meer afbeeldingen                              |
| Pand met gepleisterde trapgevel | Woonhuis                  | 17e eeuw              |                      | Oudegracht 62                         | 52° 37' 41" NB, 4° 45' 1" OL  | 7354   | Meer afbeeldingen                              |
| Pand met overkragende trapgevel, bekroond door toppilaster op kraagsteen en horizontaal geleed door geprofileerde natuurstenen waterlijsten                                                                               | Woonhuis                  | 17e eeuw              |                      | Oudegracht 114                        | 52° 37' 44" NB, 4° 44' 54" OL | 7355   | Meer afbeeldingen                              |
| Hoekpand met trapgevel | Woonhuis                  | 17e eeuw              |                      | Oudegracht 124                        | 52° 37' 44" NB, 4° 44' 53" OL | 7356   | Meer afbeeldingen                              |
| Pand met lijstgevel | Woonhuis                  | 19e eeuw              |                      | Oudegracht 130                        | 52° 37' 44" NB, 4° 44' 53" OL | 7357   | Meer afbeeldingen                              |
| Pand met lijstgevel | Woonhuis                  | 19e eeuw              |                      | Oudegracht 138                        | 52° 37' 45" NB, 4° 44' 52" OL | 7358   | Meer afbeeldingen                              |
| Hoekpand met klokgevel | Werk-woonhuis             |                       |                      | Oudegracht 160                        | 52° 37' 46" NB, 4° 44' 49" OL | 7359   | Meer afbeeldingen                              |
| Pand met een in blokken en velden gepleisterde lijstgevel op plint | Woonhuis                  | 19e eeuw              |                      | Oudegracht 178                        | 52° 37' 47" NB, 4° 44' 48" OL | 7360   | Meer afbeeldingen                              |
| Pand met lijstgevel onder dwars zadeldak, de lijst voorzien van twee gesneden consoles | Woonhuis                  | eerste helft 19e eeuw |                      | Oudegracht 180A                       | 52° 37' 47" NB, 4° 44' 47" OL | 7361   | Meer afbeeldingen                              |
| Pand onder drie evenwijdige zadeldaken en met aan de grachtzijde drie gekoppelde trapgevels | Woonhuis                  | eerste helft 17e eeuw |                      | Oudegracht 182A                       | 52° 37' 47" NB, 4° 44' 47" OL | 7362   | Meer afbeeldingen                              |
| Fraai pand onder omlopend schilddak | Woonhuis                  | 18e eeuw              |                      | Oudegracht 198                        | 52° 37' 48" NB, 4° 44' 45" OL | 7363   | Meer afbeeldingen                              |
| Pand onder dwars zadeldak | Woonhuis                  | 18e/19e eeuw          |                      | Oudegracht 200                        | 52° 37' 49" NB, 4° 44' 44" OL | 7364   | Meer afbeeldingen                              |
| Pand gedekt door drie onderling evenwijdige schilddaken | Woonhuis                  | 18e eeuw              |                      | Oudegracht 202                        | 52° 37' 49" NB, 4° 44' 44" OL | 7365   | Meer afbeeldingen                              |
| Pand waarvan de gevel het rechtergedeelte vormt van een gekoppelde trapgevel | Woonhuis                  | 17e eeuw              |                      | Oudegracht 204                        | 52° 37' 49" NB, 4° 44' 43" OL | 7366   | Meer afbeeldingen                              |
| Pand | Woonhuis                  | 17e eeuw              |                      | Oudegracht 206                        | 52° 37' 49" NB, 4° 44' 43" OL | 7367   | Meer afbeeldingen                              |
| Pand dat met het pand oudegracht 210 gedekt wordt door een dwars schilddak | Woonhuis                  | 19e eeuw              |                      | Oudegracht 208                        | 52° 37' 49" NB, 4° 44' 43" OL | 7368   | Meer afbeeldingen                              |
| Pand, dat met het pand oudegracht 208 gedekt wordt door een dwars schilddak | Woonhuis                  | 19e eeuw              |                      | Oudegracht 210                        | 52° 37' 49" NB, 4° 44' 43" OL | 7369   | Meer afbeeldingen                              |
| Vijf traveeën breed pand | Woonhuis                  | 18e/19e eeuw          |                      | Oudegracht 218                        | 52° 37' 50" NB, 4° 44' 41" OL | 7370   | Meer afbeeldingen                              |
| Pand met trapgevel, de ingezwenkte gepleisterde top bekroond door pilaster op gebeeldhouwd kraagsteentje | Woonhuis                  | 17e eeuw              |                      | Oudegracht 230                        | 52° 37' 51" NB, 4° 44' 39" OL | 7371   | Meer afbeeldingen                              |
| Voormalige rijks H.B.S. | Onderwijs en wetenschap   | derde kwart 19e eeuw  | W.K. du Croix        | Paardenmarkt 1                        | 52° 38' 2" NB, 4° 44' 44" OL  | 7372   | Meer afbeeldingen                              |
| Lang hoekpand onder zadeldak | Woonhuis                  |                       |                      | Pastoorsteeg 3                        | 52° 37' 52" NB, 4° 44' 51" OL | 7373   | Meer afbeeldingen                              |
| Koetshuis met lijstgevel | Opslag                    |                       |                      | Pieterstraat 10                       | 52° 37' 57" NB, 4° 45' 3" OL  | 7374   | Meer afbeeldingen                              |
| Koning-Willemshuis | Woonhuis                  |                       |                      | Pieterstraat 16                       | 52° 37' 57" NB, 4° 45' 3" OL  | 7375   | Meer afbeeldingen                              |
| Pand met lijstgevel, consoles op de lijst | Woonhuis                  | 19e eeuw              |                      | Ritsevoort 23                         | 52° 37' 49" NB, 4° 44' 35" OL | 7376   | Meer afbeeldingen                              |
| Provenhuis van splinter | Sociale zorg, liefdadigh. | 1646                  |                      | Ritsevoort 2                          | 52° 37' 51" NB, 4° 44' 36" OL | 7377   | Meer afbeeldingen                              |
| Pand met klokgevel, natuurstenen aanzetvoluten, gevelsteen | Woonhuis                  |                       |                      | Ritsevoort 4                          | 52° 37' 51" NB, 4° 44' 35" OL | 7378   | Meer afbeeldingen                              |
| Pand met trapgevel, toppinakel op kraagsteen, geprofileerde natuurstenen platen op de treden | Woonhuis                  |                       |                      | Ritsevoort 8                          | 52° 37' 51" NB, 4° 44' 35" OL | 7379   | Meer afbeeldingen                              |
| Pand met trapgevel | Woonhuis                  | 17e eeuw              |                      | Ritsevoort 22                         | 52° 37' 50" NB, 4° 44' 35" OL | 7380   | Meer afbeeldingen                              |
| Pand met lijstgevel | Woonhuis                  | eerste helft 19e eeuw |                      | Schelphoek 16                         | 52° 37' 37" NB, 4° 45' 15" OL | 7381   | Meer afbeeldingen                              |
| Zoutkeet De Eendracht | Nijverheid                | 18e eeuw              |                      | Schelphoek 1                          | 52° 37' 37" NB, 4° 45' 15" OL | 7382   | Meer afbeeldingen                              |
| Pand met lijstgevel | Bestuursgebouw en onderdl | 19e eeuw              |                      | Schoutenstraat 1                      | 52° 37' 54" NB, 4° 44' 43" OL | 7383   | Meer afbeeldingen                              |
| Huis van Zessen | Sociale zorg, liefdadigh. | 19e eeuw              |                      | Schoutenstraat 2                      | 52° 37' 55" NB, 4° 44' 43" OL | 7384   | Meer afbeeldingen                              |
| Pand met gerestaureerde trapgevel, gedateerd anno 1663 | Woonhuis                  | 1663                  |                      | Schoutenstraat 15                     | 52° 37' 53" NB, 4° 44' 42" OL | 7385   | Meer afbeeldingen                              |
| Pand met gerestaureerde trapgevel | Woonhuis                  | 17e eeuw              |                      | Schoutenstraat 19                     | 52° 37' 53" NB, 4° 44' 41" OL | 7386   | Meer afbeeldingen                              |
| Diaconiehuis of Hof van Sonoy | Sociale zorg, liefdadigh. | 1705                  |                      | Veerstraat 1                          | 52° 37' 56" NB, 4° 44' 53" OL | 7387   | Meer afbeeldingen                              |
| Pand met gemutileerde gepleisterde klokgevel met natuurstenen aanzetvoluten | Woonhuis                  |                       |                      | Verdronkenoord 5                      | 52° 37' 42" NB, 4° 45' 15" OL | 7388   | Meer afbeeldingen                              |
| Vier traveeën breed pand onder schilddak | Woonhuis                  | eerste helft 19e eeuw |                      | Verdronkenoord 9                      | 52° 37' 42" NB, 4° 45' 15" OL | 7389   | Meer afbeeldingen                              |
| Pand met lijstgevel | Woonhuis                  | 19e eeuw              |                      | Verdronkenoord 11                     | 52° 37' 42" NB, 4° 45' 15" OL | 7390   | Meer afbeeldingen                              |
| Pand met een door een driehoekig fronton bekroonde klokgevel, natuurstenen aanzetvoluten | Woonhuis                  | 18e/19e eeuw          |                      | Verdronkenoord 15                     | 52° 37' 42" NB, 4° 45' 14" OL | 7391   | Meer afbeeldingen                              |
| Pand met lijstgevel | Woonhuis                  | 19e eeuw              |                      | Verdronkenoord 17                     | 52° 37' 42" NB, 4° 45' 14" OL | 7392   | Meer afbeeldingen                              |
| Pand met gemutileerde klokgevel met natuurstenen aanzetvoluten | Woonhuis                  | 18e eeuw              |                      | Verdronkenoord 19                     | 52° 37' 42" NB, 4° 45' 14" OL | 7393   | Meer afbeeldingen                              |
| Pand met lijstgevel | Woonhuis                  | 19e eeuw              |                      | Verdronkenoord 21                     | 52° 37' 42" NB, 4° 45' 14" OL | 7394   | Meer afbeeldingen                              |
| Pand met gepleisterde lijstgevel | Woonhuis                  | 19e eeuw              |                      | Verdronkenoord 23                     | 52° 37' 43" NB, 4° 45' 13" OL | 7395   | Meer afbeeldingen                              |
| Pand met lijstgevel | Woonhuis                  | 18e eeuw              |                      | Verdronkenoord 27                     | 52° 37' 43" NB, 4° 45' 13" OL | 7396   | Meer afbeeldingen                              |
| Pakhuis met tuitgevel | Opslag                    | 1719                  |                      | Verdronkenoord 29                     | 52° 37' 43" NB, 4° 45' 13" OL | 7397   | Meer afbeeldingen                              |
| Pand met trapgevel, bekroond door toppinakel op kraagsteen | Woonhuis                  | 17e eeuw              |                      | Verdronkenoord 37                     | 52° 37' 43" NB, 4° 45' 12" OL | 7398   | Meer afbeeldingen                              |
| Pand met gemutileerde roodgeverfde klokgevel | Woonhuis                  | 18e eeuw              |                      | Verdronkenoord 39                     | 52° 37' 43" NB, 4° 45' 11" OL | 7399   | Meer afbeeldingen                              |
| Hoekpand | Woonhuis                  | 19e eeuw              |                      | Verdronkenoord 43                     | 52° 37' 44" NB, 4° 45' 11" OL | 7400   | Meer afbeeldingen                              |
| Vigilantie | Opslag                    | tweede helft 17e eeuw |                      | Verdronkenoord 45                     | 52° 37' 44" NB, 4° 45' 10" OL | 7401   | Meer afbeeldingen                              |
| Pand met lijstgevel, consoles op de lijst | Woonhuis                  | 19e eeuw              |                      | Verdronkenoord 53                     | 52° 37' 44" NB, 4° 45' 9" OL  | 7402   | Meer afbeeldingen                              |
| Pand met lijstgevel | Woonhuis                  | 19e eeuw              |                      | Verdronkenoord 57                     | 52° 37' 44" NB, 4° 45' 9" OL  | 7403   | Meer afbeeldingen                              |
| Pand met drie traveeën brede lijstgevel | Woonhuis                  | 19e eeuw              |                      | Verdronkenoord 59                     | 52° 37' 44" NB, 4° 45' 9" OL  | 7404   | Meer afbeeldingen                              |
| Pand met lijstgevel, schuifvensters | Woonhuis                  | 19e eeuw              |                      | Verdronkenoord 61                     | 52° 37' 44" NB, 4° 45' 8" OL  | 7405   | Meer afbeeldingen                              |
| Pand met lijstgevel | Woonhuis                  | 19e eeuw              |                      | Verdronkenoord 63                     | 52° 37' 45" NB, 4° 45' 8" OL  | 7406   | Meer afbeeldingen                              |
| Pand met een tot tuitgevel verminkte topgevel | Woonhuis                  | 17e eeuw              |                      | Verdronkenoord 65                     | 52° 37' 45" NB, 4° 45' 8" OL  | 7407   | Meer afbeeldingen                              |
| Pand met lijstgevel met voluutconsoles | Woonhuis                  | 19e eeuw              |                      | Verdronkenoord 67                     | 52° 37' 45" NB, 4° 45' 7" OL  | 7408   | Meer afbeeldingen                              |
| Pandje met een door een driehoekig fronton bekroonde, geverfde klokgevel | Woonhuis                  | 18e eeuw              |                      | Verdronkenoord 71                     | 52° 37' 45" NB, 4° 45' 7" OL  | 7409   | Meer afbeeldingen                              |
| Pand met geverfde tuitgevel | Woonhuis                  | 18e eeuw              |                      | Verdronkenoord 73                     | 52° 37' 45" NB, 4° 45' 6" OL  | 7410   | Meer afbeeldingen                              |
| Pand met vernieuwde klokgevel waaraan oude onderdelen zijn toegepast, bekroond door driehoekig fronton met tandlijst | Woonhuis                  | 18e/19e eeuw          |                      | Verdronkenoord 83                     | 52° 37' 45" NB, 4° 45' 6" OL  | 7411   | Meer afbeeldingen                              |
| Pand met lijstgevel | Woonhuis                  | 19e eeuw              |                      | Verdronkenoord 87                     | 52° 37' 46" NB, 4° 45' 5" OL  | 7412   | Meer afbeeldingen                              |
| Pand met geverfde tuitgevel, bekroond door toppinakel | Werk-woonhuis             | 18e eeuw              |                      | Verdronkenoord 93                     | 52° 37' 46" NB, 4° 45' 5" OL  | 7413   | Meer afbeeldingen                              |
| Pand met lijstgevel | Woonhuis                  | 19e eeuw              |                      | Verdronkenoord 95                     | 52° 37' 46" NB, 4° 45' 4" OL  | 7414   | Meer afbeeldingen                              |
| Pand met in cartouches anno 1677 gedateerde trapgevel | Woonhuis                  | 1677                  |                      | Verdronkenoord 101                    | 52° 37' 46" NB, 4° 45' 4" OL  | 7415   | Meer afbeeldingen                              |
| Pand met geverfde lijstgevel | Woonhuis                  | 19e eeuw              |                      | Verdronkenoord 103                    | 52° 37' 46" NB, 4° 45' 3" OL  | 7416   | Meer afbeeldingen                              |
| Pand met geverfde lijstgevel | Werk-woonhuis             | eerste helft 19e eeuw |                      | Verdronkenoord 105                    | 52° 37' 47" NB, 4° 45' 3" OL  | 7417   | Meer afbeeldingen                              |
| Hoekpand | Woonhuis                  | 1693                  |                      | Verdronkenoord 119                    | 52° 37' 47" NB, 4° 45' 1" OL  | 7418   | Meer afbeeldingen                              |
| Hoekpand met klokgevel | Werk-woonhuis             | 18e/19e eeuw          |                      | Verdronkenoord 121                    | 52° 37' 47" NB, 4° 45' 1" OL  | 7419   | Meer afbeeldingen                              |
| Pand met lijstgevel | Werk-woonhuis             | 19e eeuw              |                      | Verdronkenoord 127                    | 52° 37' 48" NB, 4° 44' 60" OL | 7420   | Meer afbeeldingen                              |
| Hoog pand met lijstgevel, trigliefconsoles op de lijst | Woonhuis                  | 19e eeuw              |                      | Verdronkenoord 129                    | 52° 37' 48" NB, 4° 44' 60" OL | 7421   | Meer afbeeldingen                              |
| Pand met fraaie klokgevel | Woonhuis                  | eerste helft 18e eeuw |                      | Verdronkenoord 141                    | 52° 37' 48" NB, 4° 44' 58" OL | 7422   | Meer afbeeldingen                              |
| Eenvoudig rondboogpoortje, toegang gevend tot de krom elleboogsteeg, met natuurstenen blokken in de posten en een als sluitsteen                                                                                          | Werk-woonhuis             | 1676                  |                      | Verdronkenoord bij 4                  | 52° 37' 43" NB, 4° 45' 16" OL | 7423   | Meer afbeeldingen                              |
| Pand met lijstgevel | Woonhuis                  | 19e eeuw              |                      | Verdronkenoord 6                      | 52° 37' 43" NB, 4° 45' 16" OL | 7424   | Meer afbeeldingen                              |
| Pand met lijstgevel | Woonhuis                  | 19e eeuw              |                      | Verdronkenoord 8                      | 52° 37' 43" NB, 4° 45' 16" OL | 7425   | Meer afbeeldingen                              |
| Pand met lijstgevel | Woonhuis                  | 19e eeuw              |                      | Verdronkenoord 10                     | 52° 37' 43" NB, 4° 45' 15" OL | 7426   | Meer afbeeldingen                              |
| Pand | Woonhuis                  | eerste helft 19e eeuw |                      | Verdronkenoord 12                     | 52° 37' 43" NB, 4° 45' 15" OL | 7427   | Meer afbeeldingen                              |
| Pand met lijstgevel | Woonhuis                  | 19e eeuw              |                      | Verdronkenoord 14                     | 52° 37' 44" NB, 4° 45' 14" OL | 7428   | Meer afbeeldingen                              |
| Pand met lijstgevel | Sociale zorg, liefdadigh. | 19e eeuw              |                      | Verdronkenoord 16                     | 52° 37' 43" NB, 4° 45' 15" OL | 7429   | Meer afbeeldingen                              |
| Pand met klokgevel | Woonhuis                  | 18e eeuw              |                      | Verdronkenoord 40                     | 52° 37' 45" NB, 4° 45' 10" OL | 7430   | Meer afbeeldingen                              |
| Pand onder omlopend schilddak en met lijstgevel | Woonhuis                  | 19e eeuw              |                      | Verdronkenoord 44                     | 52° 37' 45" NB, 4° 45' 10" OL | 7431   | Meer afbeeldingen                              |
| Pand met gepleisterd trapgeveltje | Woonhuis                  | 17e eeuw              |                      | Verdronkenoord 50                     | 52° 37' 45" NB, 4° 45' 9" OL  | 7432   | Meer afbeeldingen                              |
| Sint-Laurentiuskerk | Kerk en kerkonderdeel     | 1859-1861             | Pierre Cuypers       | Verdronkenoord 68                     | 52° 37' 47" NB, 4° 45' 7" OL  | 7433   | Meer afbeeldingen                              |
| Pand met lijstgevel op natuurstenen plint | Kerkelijke dienstwoning   | 18e/19e eeuw          |                      | Verdronkenoord 70                     | 52° 37' 46" NB, 4° 45' 7" OL  | 7434   | Meer afbeeldingen                              |
| Pand met gepleisterde lijstgevel | Woonhuis                  | 19e eeuw              |                      | Verdronkenoord 114                    | 52° 37' 48" NB, 4° 45' 1" OL  | 7435   | Meer afbeeldingen                              |
| Pand met lijstgevel | Werk-woonhuis             |                       |                      | Voordam 3                             | 52° 37' 55" NB, 4° 45' 4" OL  | 7436   | Meer afbeeldingen                              |
| Pand met lijstgevel | Woonhuis                  | eerste helft 19e eeuw |                      | Voordam 6                             | 52° 37' 55" NB, 4° 45' 4" OL  | 7437   | Meer afbeeldingen                              |
| Pand met klokgevel | Werk-woonhuis             | eerste helft 19e eeuw |                      | Voordam 8                             | 52° 37' 55" NB, 4° 45' 4" OL  | 7438   | Meer afbeeldingen                              |
| Pand met lijstgevel | Werk-woonhuis             | 19e eeuw              |                      | Voordam 9                             | 52° 37' 55" NB, 4° 45' 4" OL  | 7439   | Meer afbeeldingen                              |
| Pand met lijstgevel | Werk-woonhuis             | 19e eeuw              |                      | Voordam 10                            | 52° 37' 54" NB, 4° 45' 4" OL  | 7440   | Meer afbeeldingen                              |
| Pand met lijstgevel | Woonhuis                  | 19e eeuw              |                      | Voordam 11                            | 52° 37' 54" NB, 4° 45' 6" OL  | 7441   | Meer afbeeldingen                              |
| Pand met lijstgevel | Woonhuis                  | 19e eeuw              |                      | Voordam 12                            | 52° 37' 54" NB, 4° 45' 4" OL  | 7442   | Meer afbeeldingen                              |
| Pand met zeven traveeën brede lijstgevel op natuurstenen plint | Werk-woonhuis             | 19e eeuw              |                      | Voordam 13                            | 52° 37' 54" NB, 4° 45' 4" OL  | 7443   | Meer afbeeldingen                              |
| Pand met klokgevel | Woonhuis                  | 18e eeuw              |                      | Voormeer 21                           | 52° 37' 39" NB, 4° 45' 21" OL | 7444   | Pand met klokgevel                             |
| Pand onder dwars zadeldak | Werk-woonhuis             |                       |                      | Waagplein 1                           | 52° 37' 52" NB, 4° 45' 0" OL  | 7445   | Meer afbeeldingen                              |
| Waag | Handel en kantoor         | 1582                  |                      | Waagplein 2                           | 52° 37' 53" NB, 4° 44' 60" OL | 7446   | Meer afbeeldingen                              |
| Pand met trapgevel, bekroond door toppilaster met bol op kraagsteen | Woonhuis                  | 17e eeuw              |                      | Zevenhuizen 11                        | 52° 38' 0" NB, 4° 44' 32" OL  | 7450   | Meer afbeeldingen                              |
| Provenhof van paling en van foreest | Sociale zorg, liefdadigh. |                       |                      | Zevenhuizen 13                        | 52° 38' 0" NB, 4° 44' 31" OL  | 7451   | Meer afbeeldingen                              |
| Pand met trapgevel, bekroond door toppilaster op kraagsteen | Woonhuis                  | 1714                  |                      | Zijdam 4                              | 52° 37' 53" NB, 4° 45' 5" OL  | 7452   | Meer afbeeldingen                              |
| Pand met dorische lijstgevel | Woonhuis                  |                       |                      | Zijdam 10                             | 52° 37' 52" NB, 4° 45' 5" OL  | 7453   | Meer afbeeldingen                              |
| Pand met klokgevel met een segmentboogvormig verhoogde lijst als bekroning en natuurstenen aanzetvoluten | Woonhuis                  | 19e eeuw              |                      | Zijdam 12                             | 52° 37' 52" NB, 4° 45' 5" OL  | 7455   | Meer afbeeldingen                              |
| Pand met verdieping en hoog zadeldak, dat aan de voorzijde thans schildvormig beëindigd is | Woonhuis                  | 16e eeuw              |                      | Zijdam 16                             | 52° 37' 52" NB, 4° 45' 6" OL  | 7456   | Meer afbeeldingen                              |
| Stadsgrachten, wallen en bastions | Omwalling                 |                       |                      | Stadsgracht                           | 52° 37' 38" NB, 4° 44' 60" OL | 7457   | Stadsgrachten, wallen en bastions              |
| Schermerhek | Erfscheiding              | 1712                  |                      | Tienenwal bij 55                      | 52° 37' 45" NB, 4° 45' 26" OL | 7458   | Meer afbeeldingen                              |
| Geestmolen | Industrie- en poldermolen | 1565                  |                      | Hoeverpad bij 13                      | 52° 37' 59" NB, 4° 43' 36" OL | 7459   | Meer afbeeldingen                              |
| De Groot | Industrie- en poldermolen | 1769                  |                      | Clarissenbuurt 4                      | 52° 37' 48" NB, 4° 44' 30" OL | 7460   | Meer afbeeldingen                              |
| De Eendracht | Industrie- en poldermolen | ca. 1771              |                      | Irisstraat bij 1                      | 52° 38' 23" NB, 4° 44' 21" OL | 7461   | Meer afbeeldingen                              |
| Verdedigingswerken | Fort, vesting en -onderdl | 1573                  |                      | Victoriepark bij 2                    | 52° 37' 51" NB, 4° 45' 19" OL | 7462   | Verdedigingswerken                             |
| Natuurstenen pomp | Straatmeubilair           | 1785/1882             |                      | Verdronkenoord bij 114                | 52° 37' 48" NB, 4° 44' 59" OL | 7463   | Meer afbeeldingen                              |
| Joodse begraafplaats: begraafplaats | Begraafplaats en -onderdl | 1744                  |                      | Israelitische Begraafplaats Westerweg | 52° 37' 31" NB, 4° 43' 43" OL | 7464   | Meer afbeeldingen                              |
| Openbare begraafplaats en toegangsgebouw | Begraafplaats en -onderdl | tweede kwart 19e eeuw |                      | Westerweg 248                         | 52° 37' 40" NB, 4° 43' 49" OL | 7465   | Meer afbeeldingen                              |
| 't Rode Hert | Industrie- en poldermolen | 1925                  |                      | Frieseweg 102                         | 52° 38' 12" NB, 4° 45' 28" OL | 7467   | Meer afbeeldingen                              |
| De Zes Wielen (Strijkmolen B) | Industrie- en poldermolen | 1630                  |                      | Molenkade 6                           | 52° 38' 27" NB, 4° 45' 43" OL | 7468   | Meer afbeeldingen                              |
| De Zes Wielen (Strijkmolen C) | Industrie- en poldermolen | 1630                  |                      | Molenkade 7                           | 52° 38' 28" NB, 4° 45' 53" OL | 7469   | Meer afbeeldingen                              |
| De Zes Wielen (Strijkmolen D) | Industrie- en poldermolen | 1630                  |                      | Molenkade 8                           | 52° 38' 28" NB, 4° 46' 3" OL  | 7470   | Meer afbeeldingen                              |
| De Zes Wielen (Strijkmolen E) | Industrie- en poldermolen | 1630                  |                      | Molenkade 9                           | 52° 38' 27" NB, 4° 46' 12" OL | 7471   | Meer afbeeldingen                              |
| Ambachtsmolen | Industrie- en poldermolen | 1632                  |                      | 't Wuiver 23                          | 52° 38' 2" NB, 4° 46' 48" OL  | 7472   | Meer afbeeldingen                              |
| Stolphoeve onder pannen schilddak | Boerderij                 | 19e eeuw              |                      | Munnikenweg 88                        | 52° 38' 12" NB, 4° 45' 31" OL | 7473   | Stolphoeve onder pannen schilddak              |
| Eenvoudig zaalkerkje ter plaatse van middeleeuws kerkgebouw | Kerk en kerkonderdeel     | 1858                  |                      | Herenweg 4                            | 52° 37' 49" NB, 4° 46' 25" OL | 7474   | Meer afbeeldingen                              |